# Epitelio
El epitelio (o tejido epitelial) es el tejido formado por una o varias capas de células unidas entre sí, que recubren todas las superficies libres del organismo, y constituyen el revestimiento interno de las cavidades, órganos huecos y conductos del cuerpo. Este tejido también se especializa formando las mucosas y las glándulas. Los epitelios también forman el parénquima de muchos órganos, cómo el hígado. Ciertos tipos de células epiteliales tienen prolongaciones denominadas cilios, los cuáles ayudan a eliminar sustancias extrañas, por ejemplo, de las vías respiratorias. El tejido epitelial deriva de las tres capas germinativas: ectodermo, endodermo y mesodermo.

## Origen embriológico
Estas células provienen de tres tipos de capas germinales:
- Del ectodermo proviene la menor parte de la piel y revestimiento de las cavidades naturales (ano, boca, fosas nasales y los poros de la piel).
- Del endodermo el epitelio de casi todo el tubo digestivo y el árbol respiratorio, también el hígado y páncreas.
- Del mesodermo todo el epitelio restante como el de los riñones y órganos reproductores.

## Características del tejido epitelial

### Cohesión celular
El epitelio constituye un conjunto de células muy unidas entre sí, gracias a uniones intercelulares que son:
- Uniones estrechas: Crean una barrera de impermeabilidad impidiendo el libre flujo de sustancias entre células.
- Zonula adherens: Unen los citoesqueletos de actina de células adyacentes.
- Desmosomas: Unen los citoesqueletos de filamentos intermedios de células adyacentes.

### Presencia de lámina basal
Los epitelios están sujetos a una membrana basal, compuesta de una lámina lúcida y lámina densa que forman la lámina basal, y esta lo tapiza en toda su longitud basal y lo separa del tejido conectivo. La lámina lúcida está compuesta de un material electrodenso. La lámina densa tiene un espesor entre 50 a 80 nanómetros. Está formada por una asociación de colágeno tipo IV con glucoproteínas. La lámina densa no es visible al microscopio óptico, aunque la membrana basal sí con coloraciones de PAS y plata. La lámina basal descansa sobre una lámina reticular de fibras de colágeno tipo I y III. La unión entre las células epiteliales y la lámina basal se da gracias a los hemidesmosomas, la unión de la lámina basal y la lámina reticular se realiza por medio del colágeno tipo XII.

### Tejido avascular
El epitelio no posee vasos sanguíneos, por lo que no tiene irrigación sanguínea propia. Su metabolismo depende de la difusión de oxígeno y metabolitos procedentes de los vasos sanguíneos del tejido conectivo de sostén, que está por debajo de la membrana basal.

### Polarización
Las células epiteliales están polarizadas en la mayoría de los casos, es decir, tienen:
- Un polo luminal o apical cuya superficie está en contacto con el exterior del cuerpo o con la luz del conducto o cavidad. Las especializaciones apicales son modificaciones que comprenden a la membrana citoplasmática y a la porción apical del citoplasma ellas son:
  - Microvellosidades: Son expansiones citoplasmáticas cilíndricas limitadas por la unidad de membrana cuya principal función es aumentar la superficie de absorción.
  - Estereocilias: Son microvellosidades largas que se agrupan en forma de manojos piriformes. Son inmóviles, estarían relacionados con la absorción y transporte de líquidos. Se ubican en el epitelio del epidídimo o plexos coroideos.
  - Cilios: Formaciones celulares alargadas dotadas de movimiento pendular u ondulante. Son menos largas que las microvellosidades.
  - Flagelos: Su estructura es semejante a la de una cilia, aunque de longitud mayor.[3]
- Un polo basal cuya superficie está en contacto y paralela a la lámina basal sobre la que se apoya la célula. Pueden existir:
  - Invaginaciones: Son repliegues de la membrana más o menos profundos que compartimentan el citoplasma basal.
  - Hemidesmosomas: Son desmosomas monocelulares que posibilitan la unión del epitelio a la lámina basal.
- Superficies laterales que mantienen unidas las células entre sí, mediante las uniones celulares.

Esta polaridad espacial afecta a la disposición de los orgánulos y a las distintas funciones de las membranas en las distintas superficies celulares.

### Regeneración
Los epitelios están en continua regeneración: Las células epiteliales tienen un ciclo celular de corta duración, debido al desgaste continuo al que están sometidas. Por cada célula madre que se divide, sobrevive una que continúa dividiéndose y otra que sufrirá el proceso de diferenciación celular y especialización, hasta envejecer y morir por apoptosis.

### Desarrollo embrionario de los epitelios
Los epitelios son los primeros tejidos que aparecen en la ontogenia, pudiendo derivar de cualquiera de las tres hojas o capas celulares que constituyen el embrión: mesodermo, ectodermo o endodermo. Los epitelios derivados del mesodermo que revisten las cavidades celómicas (cavidades pulmonares, cavidad cardíaca y abdomen) se llaman mesotelios y los que tapizan los vasos sanguíneos: endotelios. 
- Todas las sustancias que ingresan o se expulsan del organismo deben atravesar un epitelio.
- La mayoría de los tumores malignos se originan en los epitelios y se denominan carcinomas.

## Función de los epitelios o tejido epitelial
- Protección: Los epitelios protegen las superficies libres contra el daño mecánico, la entrada de microorganismos y regulan la pérdida de agua por evaporación, por ejemplo la epidermis de la piel.[2]
- Secreción de sustancias: Por ejemplo el epitelio glandular. Adquiere la capacidad de sintetizar y secretar moléculas que producen un efecto específico.
- Absorción de sustancias: Por ejemplo los enterocitos del epitelio intestinal, que poseen:
  - Microvellosidades, que son unas expansiones cilíndricas de la membrana del polo luminal que aumentan la superficie de las células intestinales. Están formados por: a) Un haz de 25-35 filamentos de actina en el eje, b) Vilina, un polipéptido que mantiene unido el haz de actina, c) Fieltro terminal de anclaje en su base formado por (miosina, tropomiosina y otros polipéptidos).
  - Numerosas enzimas indispensables para la digestión y el transporte de diversas sustancias.
  - Estereocilios en el epitelio del epidídimo, que son unas expansiones filiformes largas carentes de movimiento que parecen contribuir a la absorción. Los esterocilios están formados por un haz central de filamentos de actina y un fieltro terminal de proteínas. Se caracterizan por tener asociada una proteína llamada erzina que une el filamento delgado con la membrana estereociliar.
- Difusión de sustancias los epitelios simples permiten el pasaje de sustancias.
- Recepción sensorial: Los epitelios contienen terminaciones nerviosas sensitivas que son importantes en el sentido del tacto en la epidermis, del olfato en el epitelio olfativo, del gusto en epitelio lingual y forman los receptores de algunos órganos sensoriales.
- Excreción: Es la función que realiza los epitelios glandulares.
- Transporte: Es una de las funciones que realizan el epitelio respiratorio al movilizar el moco al exterior mediante el movimiento de los cilios, o el epitelio de las trompas de Falopio, al transportar el cigoto al útero.

## Clasificación de los epitelios

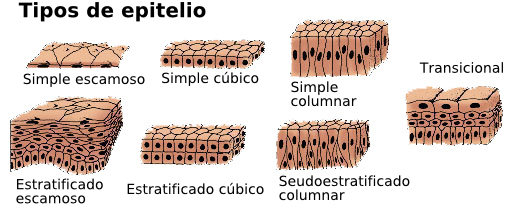
Tipos de epitelio.

### Según la función del epitelio
- Epitelio de revestimiento o pavimentoso: Es el que recubre externamente la piel o internamente los conductos y cavidades huecas del organismo, en el que las células epiteliales se disponen formando láminas.
- Epitelio glandular: Es el que forma las glándulas y tiene gran capacidad para producir sustancias.
- Epitelio sensorial: Contiene células sensoriales y en una forma epitelial adicional.
- Epitelio respiratorio: De las vías aéreas.
- Epitelio intestinal: Contiene células individuales con función sensorial específica.

### Según la forma de las células epiteliales
- Epitelios planos o escamosos: Formado por células planas, con mucho menos altura que anchura y un núcleo aplanado.
- Epitelios cúbicos: Formado por células cúbicas, con aproximadamente igual proporción en altura y anchura y un núcleo redondo.
- Epitelios cilíndricos o prismáticos: Formado por células columnares, con altura mucho mayor que la anchura y un núcleo ovoide.

### Según el número de capas de células que lo formen
- Epitelio simple o monoestratificado: Formado por una sola capa.
- Epitelio estratificado: Formado por más de una capa de células, las cuales están ordenadas con varias líneas de núcleos.
- Epitelio pseudoestratificado: Formado por una capa de células de forma desordenada.[2][4]

#### Epitelio simple o monoestratificado
El epitelio está formado por una sola capa de células y todos los núcleos celulares están a la misma altura. Los epitelios simples pueden ser:

##### Epitelio simple plano
Este epitelio está compuesto por una capa única de células planas firmemente unidas. Las células presentan un núcleo prominente y aplanado, por lo que es difícil observarlo. Se encuentra en los vasos sanguíneos y linfáticos (endotelio vascular), en la cubierta del ovario, en los alvéolos pulmonares, el asa de Henle, la cápsula de Bowman y también el mesotelio de las serosas. Se adapta a funciones de revestimiento y desplazamiento de las superficies entre sí. Su función principal es de intercambio y lubricación.

Epitelio cúbico.

Epitelio plano.

##### Epitelio simple cúbico
Este epitelio solo posee una capa de células cúbicas. Las funciones del epitelio simple cúbico más importantes son la absorción y secreción. La capa de células unidas de forma cúbica con un núcleo redondo ubicado en el centro, reviste los ductos de muchas glándulas endocrinas (tiroides), 
de glándulas exócrinas (glándulas salivales), así como los ductos del riñón (túbulos renales) y la capa germinativa de la superficie del ovario.

Epitelio cilíndrico o columnar.

##### Epitelio simple cilíndrico
Sus funciones son la absorción y la secreción, constituye el revestimiento del intestino desde el cardias hasta el ano, también se encuentra en la vesícula biliar y los conductos mayores de las glándulas. Las células cilíndricas presentan un núcleo ovoide a un mismo nivel. Pueden presentar un borde estriado o microvellosidades. El epitelio columnar simple que reviste el útero, oviductos, conductos deferentes, pequeños bronquiolos y senos paranasales es ciliado.

#### Epitelio estratificado o poliestratificado

Estratificado.

El epitelio estratificado es una clase de epitelio formado por varias capas celulares (estratos). Se denominan según la forma de las células superficiales, pudiendo ser estratificados planos (o escamosos), estratificados cúbicos y estratificados cilíndricos sin aludir a las formas celulares de los otros estratos.

##### Epitelio estratificado plano
Existen dos tipos según la presencia y ausencia de la queratina:

###### Epitelio estratificado plano queratinizado
Es el que forma la epidermis de la piel, en el que las células más superficiales están muertas y cuyo núcleo y citoplasma ha sido reemplazado por queratina, que forma una capa fuerte y resistente a la fricción, impermeable al agua y casi impenetrable por bacterias, adaptándose a funciones de protección.

###### Epitelio estratificado plano no queratinizado
Presenta varias capas de células, de las cuales, las más superficiales presentan núcleo y las más profunda está en contacto con la lámina basal. Las más profundas son cuboides, las del medio poliédricas y las de la superficie son planas. Este tipo de epitelio lo encontramos en la córnea, las mejillas, la lengua, la faringe, el esófago, las cuerdas vocales verdaderas y la vagina.

##### Epitelio estratificado cúbico
Solo se encuentra en los conductos de glándulas sudoríparas y consta de dos capas de células cúbicas siendo las más superficiales de menor tamaño.

##### Epitelio estratificado cilíndrico
Tiene funciones de protección y es poco frecuente. Se localiza en pequeñas zonas de la faringe, en algunas partes de la uretra masculina, en algunos de los conductos excretorios mayores y en la conjuntiva ocular. Normalmente la capa basal se compone de células bajas de forma poliédricas regular, y solo las células superficiales son cilíndricas.

#### Epitelio pseudoestratificado

Epitelio columnar pseudoestratificado.

Son aquellos epitelios en que todas las células hacen contacto con la lámina basal, pero no todas alcanzan la superficie, por lo que en realidad son epitelios simples, con varios tipos de células dispuestas en una sola capa, pero con sus núcleos a diferentes niveles, dando el falso aspecto de tener varias capas. Las células que no llegan a la superficie tienen una base ancha con un extremo apical estrecho, en cuanto a las que llegan tienen una base estrecha y el extremo apical ancho. Encontramos este tejido en la uretra masculina, epidídimo y grandes conductos excretores. El más distribuido de epitelio pseudoestratificado es el tipo ciliado encontrado en la mucosa de la tráquea y bronquios primarios, el conducto auditivo, parte de la cavidad timpánica, cavidad nasal y el saco lagrimal.

### Estructuras accesorias de las células epiteliales
En la superficie libre o apical de determinadas células epiteliales se encuentran: microvellosidades, estereocilios, cilios, axonema y flagelos. Así existe distintos tipos de epitelios como:
- Epitelio ciliado: Si las células epiteliales poseen cilios, que aparecen en los epitelios cuya función es la de transportar líquido o moco a través de órganos tubulares que recubren.
- Epitelio flagelado: Si el epitelio tiene flagelos, cuya función es: a) agitación del líquido contenido en la luz de órganos tubulares y b) función sensorial en los epitelios sensoriales. En ambos casos la unidad básica que forma a ambos son los microtúbulos.
- Epitelio con microvellosidades: En el caso de las células que poseen microvellosidades la función de las mismas es fundamentalmente absortiva, es decir permiten el paso de sustancias a través de ellas. La unidad básica que forma a las microvellosidades son los filamentos de actina. Ejemplo son: El denominado "ribete en cepillo" en el riñón y la denominada "chapa estriada" del enterocito en el intestino delgado.
- Epitelio con estereocilios: están formados por la misma unidad básica, tienen la misma función, son mucho más largos que las microvellosidades y están ubicadas en el epidídimo, en el conducto deferente y en el oído interno.

### Epitelio de revestimiento
- Epitelio de transición o transicional: Llamado así, porque se pensaba que era una transición entre epitelio plano estratificado y cilíndrico estratificado. Es conocido por su exclusividad de revestir las vías urinarias, desde los cálices renales hasta la uretra. Está compuesto de varias capas de células: a) las localizadas basalmente (células basales), por encima de estas se encuentran b) células poliédricas y c) las más superficiales son cúbicas con un extremo apical convexo, frecuentemente binucleadas. Las células varían su forma de acuerdo al grado de distensión. En estado de contracción, las células están en forma cilíndrica. En estado dilatado, las células modifican su forma y se observan 1 o 2 capas de células cúbicas o planas, este tejido estaba asociado con las terminales nerviosas.

1. Epitelio gustativo: Se encuentra en la lengua y es el encargado de saborear.
2. Epitelio nervioso: Sirve como revestimiento protector del sistema nervioso.
3. Epitelio táctil: En los órganos de los sentidos aparecen diferentes epitelios formados por neuronas especializadas como en:
4. Epitelio olfativo: Captan las moléculas disueltas en el aire en el sentido del olfato.
5. Epitelio corneal: En la retina, el epitelio pigmentario, la primera de las diez capas la componen.
6. Epitelio timpanal: Se encarga de reproducir las ondas sonoras que se encuentran a nuestro alrededor.

Distinguimos dos tipos de epitelios o de revestimiento:
- Epitelial monoestratificado: que forma una sola capa de células; sus células pueden ser:

-Planas, endotelios de los vasos sanguíneos y linfáticos, pulmones o corazón.
-Cúbicas, revestimiento externo del ovario, plexos coroídeos.
-Prismáticas, las que pueden ser ciliadas o no.
-Seudoestratificadas, estas se ven de varias capas por las distintas alturas de sus células, pero son monoestratificadas. Pueden presentarse ciliadas, no ciliadas o con estereocilios. Se dividen en prismáticas (células basales, intermedias, superficiales y caliciformes) y polimorfas (células basales, intermedias —raqueta—, superficiales —en paraguas—, las últimas presentan cutícula o costra).
- Epitelial poliestratificado: forma varias capas de células; puede ser:

-Plano no cornificado, se presentan en zonas expuestas al roce en ambiente húmedo; tienen estrato basal, estrato poligonal o espinoso y estrato plano.
-Plano cornificado, se presentan en zonas expuestas al roce en ambiente seco; tienen estrato basal, estrato poligonal, estrato granuloso, estrato lúcido y estrato cornificado.